# Jonathan Sela
Pour les articles homonymes, voir Sela et Sela (homonymie).
Jonathan Sela, né le 29 avril 1978 à Paris (France), est un directeur de la photographie israélien d'origine française.
Il a tourné de nombreuses publicités, vidéoclips et longs métrages, dont John Wick, The Midnight Meat Train, Transformers: The Last Knight et Deadpool 2, ainsi que de nombreuses collaborations avec les réalisateurs John Moore et David Leitch.

## Biographie
Jonathan Sela naît à Paris, en France. À l'âge de 10 ans, son grand-père polonais l'emmène sur le plateau de La Liste de Schindler à Cracovie, qui l'a inspiré à poursuivre une carrière dans le cinéma. Quatre ans plus tard, il commence à travailler en Israël comme caméraman et éclairagiste sur de nombreux téléfilms et émissions, d'abord comme éclairagiste, puis comme gaffer. Il a émigré aux États-Unis à 19 ans, s'inscrivant à l'American Film Institute de Los Angeles. Il a été assistant du directeur de la photographie Vilmos Zsigmond pour deux films avant de faire ses débuts en tant que directeur de la photographie avec le clip de Lowrider de Cypress Hill. Après avoir tourné plusieurs courts métrages, il fait ses débuts au cinéma avec le film humoristique de 2004 Soul Plane. En 2006, il tourne le remake de La Malédiction, première de plusieurs collaborations avec le réalisateur John Moore. En 2008, il tourne à la fois l'adaptation de Clive Barker The Midnight Meat Train et Max Payne, un film d'action néo-noir basé sur le jeu vidéo du même nom acclamé par la critique. Certains de ses projets les plus récents incluent le drame policier réalisé par F. Gary Gray Que justice soit faite (Law Abiding Citizen), la cinquième entrée de la série de films Die Hard Die Hard : Belle journée pour mourir et le thriller d'action John Wick. Sela est directeur de la photographie sur Transformers: The Last Knight en 2017, la cinquième entrée de la franchise d'action de science-fiction. Sela a également travaillé sur des publicités pour des sociétés comme Verizon Wireless, KFC, Gillette et Mary Kay, et a tourné des vidéoclips pour des artistes comme Rihanna et Green Day.

### Vie privée
Jonathan Sela vit à Venice, en Californie, avec sa femme, la photographe Megan Schoenbachler, et leurs deux fils.

## Filmographie partielle

### Au cinéma
| Année           | Titre                                                | Réalisateur                 | Remarques |
| --------------- | ---------------------------------------------------- | --------------------------- | --------- |
| 2004            | Soul Plane                                           | Jessy Terrero               |           |
| 2005            | Marilyn Hotchkiss' Ballroom Dancing and Charm School | Randall Miller              |           |
| 2006            | Dreamland                                            | Jason Matzner               |           |
| 2006            | Confession d'un cannibale                            | Martin Weisz                |           |
| 2006            | La Malédiction                                       | John Moore                  |           |
| 2007            | Randy and the Mob                                    | Ray McKinnon                |           |
| 2008            | The Midnight Meat Train                              | Ryūhei Kitamura             |           |
| 2008            | Points de rupture                                    | Timothy Linh Bui            |           |
| 2008            | Max Payne                                            | John Moore                  |           |
| 2009            | Que justice soit faite                               | F. Gary Gray                |           |
| 2013            | Die Hard : Belle journée pour mourir                 | John Moore                  |           |
| 2014            | John Wick                                            | Chad Stahelski David Leitch |           |
| 2017            | Transformers: The Last Knight                        | Michael Bay                 |           |
| 2017            | Atomic Blonde                                        | David Leitch                |           |
| 2018            | Deadpool 2                                           | David Leitch                |           |
| 2019            | Fast and Furious: Hobbs and Shaw                     | David Leitch                |           |
| 2022            | Le Secret de la cité perdue                          | Aaron et Adam Nee           |           |
| 2022            | Bullet Train (Train à grande vitesse)                | David Leitch                |           |
| post-production | The Strangers' Case                                  | Brandt Andersen             |           |

- 2024 : The Fall Guy de David Leitch

### Télévision
| Année | Titre               | Réalisateur | Épisode                           |
| ----- | ------------------- | ----------- | --------------------------------- |
| 2015  | Limitless           | Marc Webb   | "Pilote"                          |
| 2015  | Crazy Ex-Girlfriend | Marc Webb   | "Josh Just Happens to Live Here!" |

### Vidéos musicales
| Année | Titre                                                  | Artiste                                                               | Réalisateur                            |
| ----- | ------------------------------------------------------ | --------------------------------------------------------------------- | -------------------------------------- |
| 2001  | "The Motivation Proclamation"                          | Good Charlotte                                                        | Marc Webb                              |
| 2001  | "Waiting"                                              | Green Day                                                             | Marc Webb                              |
| 2001  | "Simple Creed"                                         | Live                                                                  | Marc Webb                              |
| 2001  | "Sunny Hours"                                          | Long Beach Dub Allstars featuring will.i.am                           | Francis Lawrence                       |
| 2001  | "Lowrider"                                             | Cypress Hill                                                          | Smith n' Borin                         |
| 2002  | "Anything"                                             | Jaheim featuring Next                                                 | Darren Grant                           |
| 2002  | "I'm Just a Kid"                                       | Simple Plan                                                           | Smith n' Borin                         |
| 2002  | "Walking Away"                                         | Craig David                                                           | Lenny Bass                             |
| 2002  | "American Girls"                                       | Counting Crows                                                        | Marc Webb                              |
| 2002  | "I Don't Wanna"                                        | Keke Wyatt                                                            | Erik White                             |
| 2002  | "Dilemma"                                              | Nelly featuring Kelly Rowland                                         | Benny Boom                             |
| 2002  | "Luv U Better"                                         | LL Cool J                                                             | Benny Boom                             |
| 2002  | "Hot Wheels"                                           | Jim Crow                                                              | Fat Cats                               |
| 2002  | "Bigger Business"                                      | Swizz Beatz featuring P. Diddy, Baby, Jadakiss, Cassidy et Snoop Dogg | Benny Boom                             |
| 2002  | "Crush Tonight"                                        | Fat Joe featuring Ginuwine                                            | Benny Boom                             |
| 2002  | "Paradise"                                             | LL Cool J                                                             | Benny Boom                             |
| 2003  | "Pussycat"                                             | Wyclef Jean                                                           | Director X                             |
| 2003  | "Rock Your Body"                                       | Justin Timberlake                                                     | Francis Lawrence                       |
| 2003  | "Many Men (Wish Death)"                                | 50 Cent                                                               | Jessy Terrero                          |
| 2003  | "Fallen"                                               | Mýa                                                                   | Darren Grant                           |
| 2003  | "The First Cut Is the Deepest"                         | Sheryl Crow                                                           | Wayne Isham                            |
| 2003  | "Milkshake"                                            | Kelis                                                                 | Jake Nava                              |
| 2003  | "Clap Back"                                            | Ja Rule                                                               | Benny Boom                             |
| 2003  | "You Don't Know My Name"                               | Alicia Keys                                                           | Chris Robinson                         |
| 2003  | "Sick and Tired"                                       | Nappy Roots                                                           | The Saline Project                     |
| 2004  | "The Unnamed Feeling"                                  | Metallica                                                             | The Malloys                            |
| 2004  | "100 Years"                                            | Five for Fighting                                                     | Trey Fanjoy                            |
| 2004  | "U Should've Known Better"                             | Monica                                                                | Benny Boom                             |
| 2004  | "Lola Stars and Stripes"                               | The Stills                                                            | Olivier Gondry                         |
| 2004  | "Love Will Come Through"                               | Travis                                                                | Arni & Kinski                          |
| 2004  | "A Million Days"                                       | Prince                                                                | Sanaa Hamri                            |
| 2004  | "Slither"                                              | Velvet Revolver                                                       | Kevin Kerslake                         |
| 2004  | "Who Is She 2 U"                                       | Brandy                                                                | Jake Nava                              |
| 2004  | "My Boo"                                               | Usher featuring Alicia Keys                                           | Chris Robinson                         |
| 2004  | "Rumors"                                               | Lindsay Lohan                                                         | Jake Nava                              |
| 2004  | "Sand in My Shoes"                                     | Dido                                                                  | Alex De Rakoff                         |
| 2005  | "Get Right"                                            | Jennifer Lopez                                                        | Francis Lawrence                       |
| 2005  | "Over"                                                 | Lindsay Lohan                                                         | Jake Nava                              |
| 2005  | "Shiver"                                               | Natalie Imbruglia                                                     | Jake Nava                              |
| 2005  | "The Clincher"                                         | Chevelle                                                              | Nathan Cox                             |
| 2005  | "Cater 2 U"                                            | Destiny's Child                                                       | Jake Nava                              |
| 2005  | "First"                                                | Lindsay Lohan                                                         | Jake Nava                              |
| 2005  | "Make a Move"                                          | Incubus                                                               | Marc Webb                              |
| 2005  | "No Daddy"                                             | Teairra Marí                                                          | Jessy Terrero                          |
| 2005  | "Everlasting Love"                                     | Jamie Cullum                                                          | Toby Tremlett                          |
| 2005  | "Let It Slide"                                         | Joanna                                                                | Honey                                  |
| 2005  | "Get Your Number"                                      | Mariah Carey featuring Jermaine Dupri                                 | Jake Nava                              |
| 2006  | "Pump It"                                              | The Black Eyed Peas                                                   | Francis Lawrence                       |
| 2006  | "Coming Undone"                                        | Korn                                                                  | Director X                             |
| 2006  | "Rough Landing, Holly"                                 | Yellowcard                                                            | Marc Webb                              |
| 2006  | "Ain't No Other Man"                                   | Christina Aguilera                                                    | Bryan Barber                           |
| 2006  | "Morris Brown"                                         | Outkast                                                               | Bryan Barber                           |
| 2006  | "Dark Blue"                                            | Jack's Mannequin                                                      | Brett Simon                            |
| 2006  | "Save Room"                                            | John Legend                                                           | Bryan Barber                           |
| 2006  | "We Ride"                                              | Rihanna                                                               | Anthony Mandler                        |
| 2006  | "Love Like Winter"                                     | AFI                                                                   | Marc Webb                              |
| 2006  | "Irreplaceable"                                        | Beyoncé                                                               | Anthony Mandler                        |
| 2006  | "Hurt"                                                 | Christina Aguilera                                                    | Floria Sigismondi & Christina Aguilera |
| 2007  | "Just Fine"                                            | Mary J. Blige                                                         | Chris Applebaum                        |
| 2008  | "Love Lockdown"                                        | Kanye West                                                            | Simon Henwood                          |
| 2008  | "Sex on Fire"                                          | Kings of Leon                                                         | Sophie Muller                          |
| 2009  | "Russian Roulette"                                     | Rihanna                                                               | Anthony Mandler                        |
| 2009  | "A Dustland Fairytale"                                 | The Killers                                                           | Anthony Mandler                        |
| 2009  | "Kings and Queens"                                     | Thirty Seconds to Mars                                                | Bartholomew Cubbins                    |
| 2009  | "New Divide"                                           | Linkin Park                                                           | Joe Hahn                               |
| 2009  | "21 Guns"                                              | Green Day                                                             | Marc Webb                              |
| 2009  | "Run This Town"                                        | Jay-Z featuring Rihanna et Kanye West                                 | Anthony Mandler                        |
| 2009  | "Stronger"                                             | Mary J. Blige                                                         | Anthony Mandler                        |
| 2009  | "It Kills Me"                                          | Melanie Fiona                                                         | Armen Djerrahian                       |
| 2009  | "(If You're Wondering If I Want You To) I Want You To" | Weezer                                                                | Marc Webb                              |
| 2010  | "Last of the American Girls"                           | Green Day                                                             | Marc Webb                              |
| 2010  | "Pop Goes the World"                                   | Gossip                                                                | Philip Andelman                        |
| 2010  | "Fistful of Tears"                                     | Maxwell                                                               | Philip Andelman                        |
| 2010  | "Over"                                                 | Drake                                                                 | Anthony Mandler                        |
| 2010  | "The Time (Dirty Bit)"                                 | The Black Eyed Peas                                                   | Rich Lee                               |
| 2011  | "What the Hell"                                        | Avril Lavigne                                                         | Marcus Raboy                           |
| 2011  | "E.T."                                                 | Katy Perry featuring Kanye West                                       | Floria Sigismondi                      |
| 2011  | "Till the World Ends"                                  | Britney Spears                                                        | Ray Kay                                |
| 2011  | "Right There"                                          | Nicole Scherzinger                                                    | Paul Hunter                            |
| 2011  | "Dance for You"                                        | Beyoncé                                                               | Alan Ferguson & Beyoncé                |
| 2012  | "This Kiss"                                            | Carly Rae Jepsen                                                      | Justin Francis                         |
| 2013  | "Give It 2 U"                                          | Robin Thicke featuring Kendrick Lamar et 2 Chainz                     | Diane Martel                           |
| 2013  | "Wrecking Ball"                                        | Miley Cyrus                                                           | Terry Richardson                       |
| 2013  | "Danse"                                                | Mia Martina                                                           | Michael Maxxis                         |
| 2014  | "Love Never Felt So Good"                              | Justin Timberlake et Michael Jackson                                  | Rich Lee & Justin Timberlake           |
| 2015  | "Can't Feel My Face"                                   | The Weeknd                                                            | Grant Singer                           |
| 2015  | "Finna Get Loose"                                      | Puff Daddy featuring Pharrell Williams                                | Hype Williams                          |
| 2018  | "Ashes"                                                | Céline Dion                                                           | David Leitch                           |
| 2018  | "Wild Hearts Can't Be Broken"                          | Pink                                                                  | Sasha Samsonova                        |
| 2018  | "In My Blood"                                          | Shawn Mendes                                                          | Jay Martin                             |

## Récompenses et distinctions
- 2009 : MTV Video Music Award de la meilleure photographie pour 21 Guns de Green Day